# Bay View (Ohio)
Bay View es una villa ubicada en el condado de Erie en el estado estadounidense de Ohio. En el Censo de 2010 tenía una población de 632 habitantes y una densidad poblacional de 877,76 personas por km².

## Geografía
Bay View se encuentra ubicada en las coordenadas 41°28′10″N 82°49′27″O / 41.46944, -82.82417. Según la Oficina del Censo de los Estados Unidos, Bay View tiene una superficie total de 0.72 km², de la cual 0.71 km² corresponden a tierra firme y (0.72%) 0.01 km² es agua.

## Demografía
Según el censo de 2010, había 632 personas residiendo en Bay View. La densidad de población era de 877,76 hab./km². De los 632 habitantes, Bay View estaba compuesto por el 96.84% blancos, el 0.32% eran afroamericanos, el 0.95% eran amerindios, el 0.79% eran asiáticos, el 0% eran isleños del Pacífico, el 0% eran de otras razas y el 1.11% pertenecían a dos o más razas. Del total de la población el 0.47% eran hispanos o latinos de cualquier raza.